# ساتوشی تاجیری
ساتوشی تاجیری (انگلیسی: Satoshi Tajiri؛ زادهٔ ۲۸ اوت ۱۹۶۵) یک مهندس رایانه، طراح بازی ویدئویی و کارآفرین اهل ژاپن است. او در سال ۱۹۹۰ میلادی نخستین بار بازی پوکمن را ابداع کرد.